# Tage Skou-Hansen
Tage Skou-Hansen, född 12 februari 1925 i Fredericia, död 11 november 2015, var en dansk författare, kritiker och tidskriftredaktör. 

## Biografi
Skou-Hansen var son till en bankdirektör och växte upp på Västra Jylland och senare i Kolding. Han avslutade sina studier vid Marselisborgs Gymnasium 1942 varefter han studerade litteraturhistoria vid Aarhus universitet 1950. Han arbetade under perioden 1958-1967 på Askov Högskola. 
I sitt författarskap tog Skou-Hansen i realistiska romaner upp moraliska och politiska konflikter i Danmark. Han debuterade 1957 med romanen De nøgne træer och har tilldelats en lång rad priser och utmärkelser för sitt författarskap. Bland annat mottog han 1978 Danska Akademiens Stora Pris. År 1982 blev han medlem av Danska akademien.